# Il messicano (film 1950)
Il messicano (Right Cross) è un film del 1950 diretto da John Sturges.

## Trama
Un campione di pugilato dei pesi medi è all'orlo del tracollo della sua carriera, non volendosi ritirare cerca incontri facili, licenzia il suo manager che è anche il padre della sua compagna. Lasciato da amici e della compagna perderà l'incontro successivo. Solo dopo una lotta con un giornalista, si calmerà comprendendo cosa avesse perso, riuscendo poi a far pace con tutti.

## Produzione
Il film venne prodotto dalla Metro-Goldwyn-Mayer.
Douglas Shearer curò la registrazione del sonoro con il sistema monofonico Western Electric Sound System.

## Distribuzione
Il film venne inizialmente distribuito dalla stessa Metro-Goldwyn-Mayer e per quanto riguarda le edizioni video (in entrambi i supporti DVD e VHS) fu la Hosh Posh Video ad occuparsene.

### Data di uscita
La pellicola uscì nei cinema di diversi paesi, fra cui:
- Stati Uniti: Right Cross, 6 ottobre 1950
- Cile: Entre el aguila y la serpiente, 1951
- Svezia: Sista ronden, 12 marzo 1951
- Finlandia: Viimeinen erä, 7 dicembre 1951